# Années 1360 av. J.-C.
Les années 1360 av. J.-C. couvrent les années de 1369 av. J.-C. à 1360 av. J.-C.

## Évènements

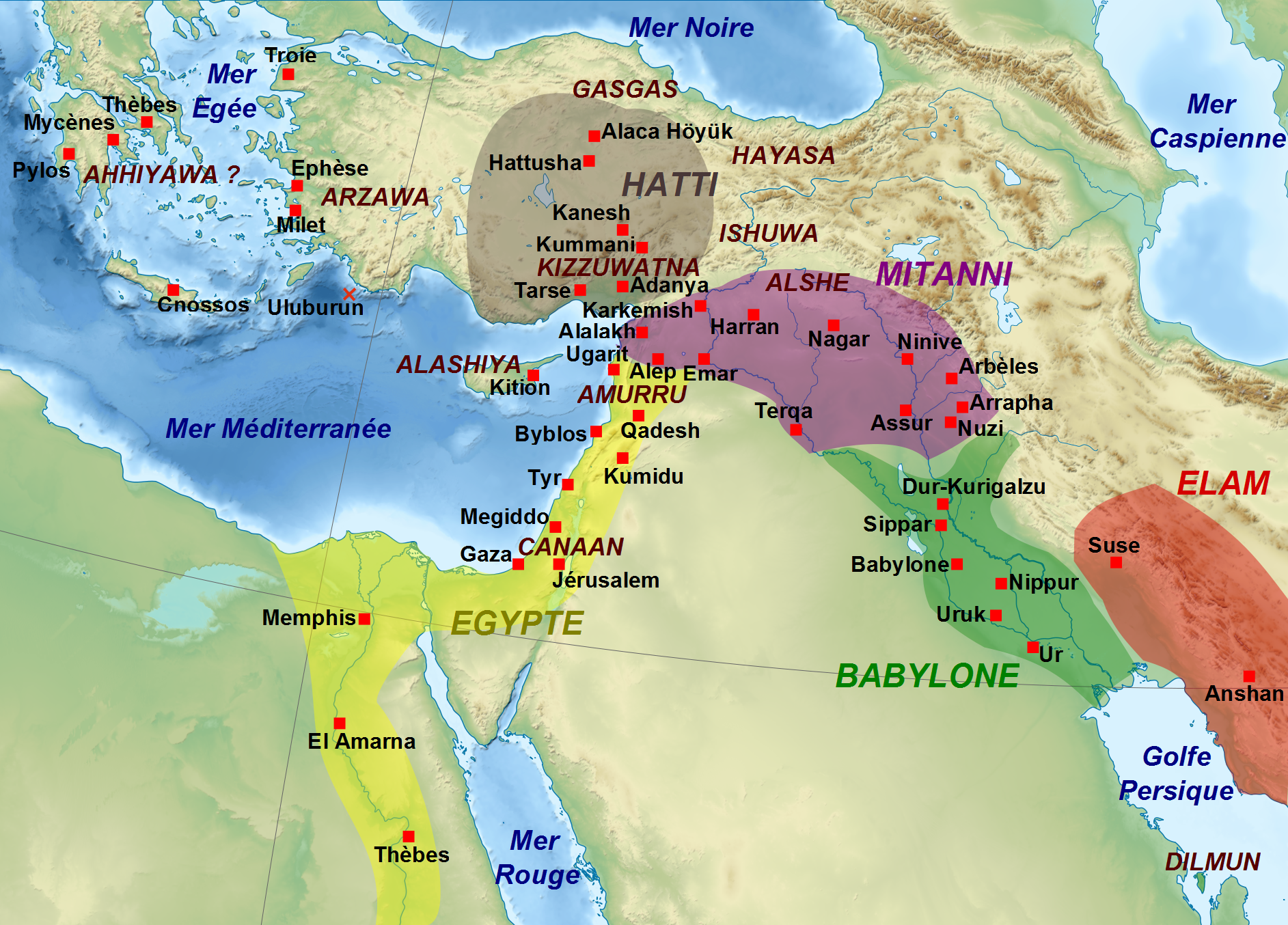
Situation politique au Moyen-Orient sous le règne d'Amenhotep III. Les envois d’or de l'Égypte aux alliés asiatiques (Assyrie, Mitanni et Babylonie) se tarissent, les relations diplomatiques se dégradent. Le Mitanni affaibli, Akhénaton, dans le souci de ne pas intervenir directement en Syrie du nord, traite avec le roi d’Amourrou Abdi-Ashirta, allié douteux, au détriment du roi de Byblos, le loyal Rib-Addi. À ce moment, une révolte en Syrie du nord est réprimée rapidement par le roi Hittite Suppiluliuma Ier en 1368 av. J.-C.

- 1368 av. J.-C.[1] : Suppiluliuma Ier pénètre en Syrie du Nord, prend Alep, vassalise de nombreux états syriens et porte la frontière hittite au Liban. Suppiluliuma n’établit pas une administration directe, se contentant d’une reconnaissance de la primauté hittite. Le roi du Mitanni Tushratta organise à son départ une vaste coalition (Alep, Alalakh, Qatna, Qadesh, Damas). Ougarit se tient à l’écart du mouvement[2].
- 1365-1330 av. J.-C.[1] : règne d’Ashur-ubalit Ier, roi d’Assyrie. Il s’émancipe de la dépendance de Babylone. Dans une lettre à Aménophis IV, il se donne le titre de « Grand Roi » peu avant la mort de Dushratta, ce qui provoque une vive réaction de Burnaburiash II de Babylonie qui considère l’Assyrie comme étant sous sa dépendance. Ashur-ubalit Ier donnera cependant sa fille en mariage au fils de Burnaburiash. Son petit-fils, Kadasham-harbe, régnera quelque temps sur la Babylonie[2]. Assyriens et Babyloniens mènent des actions conjointes contre les nomades Sûtû qui rendaient dangereuses les routes commerciales septentrionales. Le culte de Marduk est introduit à Assur sous son règne[3].

Statuette en bronze de Baal brandissant le foudre, XIVe siècle-, trouvée à Ras Shamra, musée du Louvre. Des statuettes de bronze de 10 à 20 cm, ont été retrouvées sur presque tous les sites du Levant.

- Vers 1365 av. J.-C.[1] : destruction d’Ougarit par un tremblement de terre suivi d’un incendie, rapporté par une tablette de Tell el-Amarna[4]. Son palais sera reconstruit. La ville du Bronze Récent s’élève sur un tertre formé par une occupation qui remonte au Néolithique ; de forme trapézoïdale et de quelque 600 m de côté, le tell actuel ne représente sans doute qu’une partie de la cité ancienne, car les remparts occidentaux ont disparu, sans doute à cause de l’érosion. L’acropole est occupée par deux temples en forme de tour, dédiés à Baal et à Dagan. La ville, entièrement construite, est densément peuplée avec des maisons de deux ou trois étages, le rez-de-chaussée pour les services et le bétail, les niveaux supérieurs réservés à l’habitation. Sous les maisons se trouvent souvent de grands tombeaux en pierre de taille, voûtés en encorbellement, accessibles par un dromos ; le mort y était déposé avec un riche mobilier.